# Чернев, Вениамин Владимирович
Вениамин Владимирович Чернев (1907 — 1943) — советский военный деятель, гвардии полковник.

## Биография
Родился в русской семье, на службе в Красной армии с сентября 1926, как курсант 1-й Ленинградской артиллерийской школы, которую окончил в 1930. С февраля 1930 командир артиллерийского взвода и помощник командира 1-й батареи, командир и политрук батареи полкового артиллерийского дивизиона в 32-м стрелковом полку Ленинградского военного округа. С октября 1932 начальник штаба отдельного артиллерийского дивизиона 31-й механизированной бригады. С сентября 1934 помощник начальника штаба отдельного артиллерийского дивизиона 32-й механизированной бригады. В октябре 1934 направлен в состав ОКДВА. С сентября 1936 до мая 1939 был слушателем ВАММ РККА. С мая 1939 помощник начальника штаба, с 19 июля начальник штаба 8-го отдельного танкового полка 36-й кавалерийской дивизии. С июня 1940 начальник штаба 7-й бригады лёгких танков, начальник 1-го (оперативного) отделения штаба 6-й танковой дивизии, начальник оперативного отдела и заместитель начальника штаба 28-го механизированного корпуса в Закавказском военном округе. С 28 июля 1941 начальник оперативного отдела, и заодно заместитель начальника штаба 47-й армии, сформированной на базе корпуса. С 25 октября того же года начальник оперативного отдела штаба советских войск в Иране. С января 1942 начальник оперативного отдела штаба 45-й армии. С 18 сентября того же года заместитель начальника оперативного отдела штаба Закавказского фронта. С 14 октября того же года заместитель начальника оперативного отдела ВПУ (временного пункта управления), а с 31 октября начальник штаба АБТУ Закавказского фронта. С 1 февраля по 30 апреля 1943 командир 230-й танковой бригады, которую формировал в Тбилиси. С мая 1943 начальник штаба 12-го танкового корпуса, участвовал в Курской битве и битве за Днепр. С 26 июля 1943 до своей гибели являлся начальником штаба 6-й гвардейского танкового корпуса. 24 сентября того же года после гибели командира корпуса М. И. Зиньковича во время бомбёжки вражеской авиацией, принял командование на себя при переправе. Участвовал в освобождении Киева, погиб во время налёта люфтваффе. Похоронен у памятника Вечной Славы на могиле Неизвестного солдата.

### Звания
- капитан;
- майор;
- подполковник;
- полковник (1 августа 1943).

### Награды
- два Ордена Красного Знамени;
- орден Суворова II степени;
- медали.

## Память
Его имя много лет носила пионерская организация средней школы в Варшавском сельском поселении.